# Eberhard Grunsky
Eberhard Grunsky (* 17. Januar 1941 in Berlin) ist ein deutscher Kunsthistoriker und Denkmalpfleger.

## Werdegang
Eberhard Grunsky ist ein Sohn des Mathematikers Helmut Grunsky und Bruder des Juristen Wolfgang Grunsky. Nach mehrfachen Schulwechseln legte Grunsky das Abitur in Würzburg ab und begann nach dem Wehrdienst zunächst ein Architekturstudium, das er jedoch nach einem Semester abbrach. Es folgte ein Studium der Kunstgeschichte, klassischen Archäologie und mittleren und neueren Geschichte in Würzburg, Bonn und Tübingen, das er 1969 mit einer baugeschichtlichen Dissertation bei Günter Bandmann abschloss. Nach der Mitarbeit am Dehio-Handbuch der deutschen Kunstdenkmäler, Band Niedersachsen und Bremen, war Grunsky ab 1971 in der Denkmalpflege tätig, zunächst beim Amt des Landeskonservators Rheinland in Bonn. 1978 wechselte er zum Landesdenkmalamt Baden-Württemberg, Außenstelle Tübingen. Ab 1980 war er in der Zentrale des Amtes in Stuttgart Leiter des Referats Inventarisation und ab 1984 Leiter der Abteilung Bau- und Kunstdenkmalpflege. 1987 wurde Grunsky Landeskonservator für Westfalen-Lippe und Leiter des Westfälischen Amtes für Denkmalpflege beim Landschaftsverband Westfalen-Lippe (LWL) in Münster als Nachfolger von Dietrich Ellger. In diese Amtszeit fiel 2005 die Zusammenlegung der auf viele Liegenschaften in Münster in der Nähe des Erbdrostenhofs verteilten rund 65 Mitarbeiter unter ein gemeinsames Dach in das LWL-Dienstgebäude des Landeshauses am Freiherr-vom-Stein-Platz. Das Amt des westfälischen Landeskonservators gab Grunsky im Januar 2006 nunmehr 65-jährig mit seinem dienstlichen Ruhestand ab; sein Nachfolger wurde 2007 Markus Harzenetter.
1996 ernannte die Westfälische Wilhelms-Universität Münster Eberhard Grunsky zum Honorarprofessor. Schon vorher hatte er als Lehrbeauftragter für „Theorie und  Praxis der Denkmalpflege“ an den Instituten für Kunstgeschichte der Universitäten Bochum und Münster gewirkt.
Eberhard Grunsky ist korrespondierendes Mitglied im Kuratorium für vergleichende Städtegeschichte der Universität Münster.

## Schriften (Auswahl)
nach Erscheinungsjahr geordnet 
- Doppelgeschossige Johanniterkirchen und verwandte Bauten. Studien zur Typengeschichte mittelalterlicher Hospitalarchitektur. Diss. Tübingen 1969, Diss. Druck Düsseldorf 1970.
- Vier Siedlungen in Duisburg 1925–1930. Landeskonservator Rheinland, Arbeitsheft 12. Köln 1975.
- mit Volker Osteneck: Die Bonner Südstadt. Landeskonservator Rheinland, Arbeitsheft 6. 2. veränderte Aufl. Köln 1976.
- Otto Engler, Geschäfts- und Warenhausarchitektur 1904–1914. Landeskonservator Rheinland, Arbeitsheft 28. Köln 1979.
- Beispiele früher Waren- und Kaufhausbauten im Ruhrgebiet und ihre großen Vorbilder. In: Westfalen Bd. 72, 1994. Denkmalpflege in Westfalen-Lippe 1985–1991, S. 406–488.
- Von den Anfängen des Hängebrückenbaus in Westfalen. In: Westfalen Bd. 76, 1998. Denkmalpflege in Westfalen-Lippe 1998, S. 100–159.
- Johann August Röblings erster Entwurf für eine Hängebrücke. In: Nele Güntheroth und Andreas Kahlow (Hg.): Von Mühlhausen in die Neue Welt. Der Brückenbauer J.A. Röbling (1806–1869). Mühlhäuser Beiträge Sonderheft 15. Mühlhausen in Thüringen 2006, S. 28–75.
- Alterswert und neue Form. Beiträge zur Denkmalpflege und zur Baugeschichte des 19. und 20. Jahrhunderts. Denkmalpflege und Forschung in Westfalen Bd. 51. Mainz 2011.
- mit Barbara Rommé, Bernd Thier, Stephan Winkler u. a.: Schlossplatz – Hindenburgplatz – Neuplatz in Münster. 350 Jahre viel Platz. Arbeitsheft der LWL-Denkmalpflege, Landschafts- und Baukultur in Westfalen Bd. 11. Münster 2012.
- Die Kettenbrücke und das Hüttenwerk in der Porta Westfalica. Bemerkungen zur Bau- im Kontext der Wirtschaftsgeschichte. In: Westfalen Bd. 92, 2014, S. 193–228.
- Otto Pienes "Silberne Frequenz" – die erste. In: INSITU 2016/2, S. 283–292.
- Bemerkungen zur Vor- und Frühgeschichte von Schrägseilbrücken.
  - Teil 1: Bernard Poyets Brückensystem und die Frage nach Kontinuitäten. In: INSITU 2019/2, S. 247–262.
  - Teil 2: Einfeldrige Beispiele und zwei Großprojekte von 1817. In: INSITU 2020/2, S. 237–252.
- „Morandi Brücken“ – die lange Geschichte einer Konstruktionsidee. In: INSITU  2024/2, S. 263–279.